# Petelia rubiginata
Petelia rubiginata är en fjärilsart som beskrevs av Walker 1866. Petelia rubiginata ingår i släktet Petelia och familjen mätare. Inga underarter finns listade i Catalogue of Life.